# علامت گفتاورد

علامت گفتاورد یا علامت نقل قول انگلیسی نشانه‌ای است که در زبان‌های گوناگون (ولی نه در زبان فارسی) برای نشان دادن گفتاورد به کار برده می‌شود

علامت گفتاورد یا علامت نقل قول انگلیسی نشانه‌ای است که در زبان‌های گوناگون (ولی نه در زبان فارسی) برای نشان دادن گفتاورد به کار برده می‌شود.
در زبان فارسی، به جای این نشانه باید از نشانهٔ گیومه («») استفاده کرد. گیومه روی خط زمینه می‌نشیند، ولی نشان نقل قول انگلیسی بالا و کنار حروف.
برای نشان دادن گفتاورد در زبان‌هایی غیر از فارسی (که از این نشانه استفاده می‌کنند)، کافی است که متن گفتاوردشده را میان این دو علامت “ ” قرار داد. کاربرد دیگر این علامت نشان‌دادن واژه‌ای ویژه در جمله است.
گفتاورد تکرار یک عبارت به عنوان بخشی از دیگری است، به خصوص وقتی که عبارت نقل قول شده مشهور باشد یا به‌صراحت با ارجاع به منبع اصلی بدان نسبت داده شده باشد، و آن را با علامت نقل قول مشخص می‌کنند.

## کاربرد علامت گفتاورد
- قبل و بعد از نقل‌قول مستقیم قرار می‌گیرد و مشخص‌کننده آغاز و پایان نقل‌قول است.[۲] این وقتی است که بخواهیم از شخص یا منبعی، گفته، کلمه، عبارت یا جمله‌ای نقل یا به مأخذی اشاره کنیم.

تبصره: نقل‌قول‌های مستقیم، داخل گیومه فارسی «» قرار داده شوند و نقل‌قول‌های بیش از چهل واژه (بیش از ۳ سطر)، به‌صورت جدا از متن با تورفتگی از دو سمت درج می‌شود.
- برای مشخص و متمایز ساختن بخش یا بخش‌هایی از متن.
- برای تأکید و اشاره به اصطلاحات علمی و فنی، کلمات و تعبیرات ناآشنا، عناوین مقالات یا فصول کتاب‌ها و رساله‌ها.[۶]

## علامت گفتاورد در رایانه
|                      |   | کلید ترکیبی ویندوز                   | کلید ترکیبی مکینتاش | کلید لینوکس                     | نقطه یونیکدی | نهاد اچ‌تی‌ام‌ال | اچ‌تی‌ام‌ال اعشاری |
| -------------------- | - | ------------------------------------ | ------------------- | ------------------------------- | ------------ | ------------- | --------------- |
| باز مفرد             | ‘ | Alt+0145 (با عددهای کناری صفحه کلید) | ⌥ Opt+]             | Compose+<+' یا Alt Gr+⇧ Shift+V | U+2018       | &lsquo;       | &#8216;         |
| بسته مفرد و آپاستروف | ’ | Alt+0146 (با عددهای کناری صفحه کلید) | ⌥ Opt+⇧ Shift+]     | Compose+>+' یا Alt Gr+⇧ Shift+B | U+2019       | &rsquo;       | &#8217;         |
| باز دوتایی           | “ | Alt+0147 (با عددهای کناری صفحه کلید) | ⌥ Opt+[             | Compose+<+" یا Alt Gr+v         | U+201C       | &ldquo;       | &#8220;         |
| بسته دوتایی          | ” | Alt+0148 (با عددهای کناری صفحه کلید) | ⌥ Opt+⇧ Shift+[     | Compose+>+" یا Alt Gr+b         | U+201D       | &rdquo;       | &#8221;         |